# Kxoe
El Kxoe és una llengua khoisànida que es parla a Namíbia, Angola, Botswana, Sud-àfrica i Zàmbia. Hi ha un total de 9.988 parlants de Kxoe en tots aquests estats. El seu codi ISO 639-3 és xuu.
El Kxoe té un diccionari i una gramàtica.
Els parlants de Kxoe són caçadors-recol·letors i pescadors. També practiquen l'agricultura.

## Dialectologia
Hi ha poques diferències entre els diferents dialectes.
El kxoe és una llengua que està relacionada amb l'Ani (llengua), l'Anda (llengua), el Naro (llengua) i el Khoekhoegowap (llengua), amb les quals és força semblant.

## A Namíbia
Hi ha 4000 kxoe-parlants a Namíbia, la majoria a Caprivia Occidental, que és considerada pels Kxoe i pel govern de Namíbia com el cor del Kxoe. També hi ha parlants de kxoe a la Caprivia Oriental.
A Namíbia hi ha un ús vigorós de la llengua kxoe. Hi ha molta població que no és kxoe que aprèn la llengua. S'utilitza en l'ensenyament oral a les escoles, tot i que els manuals de text estan en anglès.

### Dialectes
A Namíbia es parlen els dialectes: Xo-Kxoe, Xom-Kxoe, Buma-Kxoe, Buga-Kxoe.

## A Angola
A Angola hi ha 788 persones que parlen kxoe (2000), a Huthembo: al nord-est de Likuba i de Lukamba, a l'oest de Rivungu (al sud-est d'Angola).
A Angola es parla el dialecte Buma-Kxoe.

## A Botswana
A Botswana hi ha 4000 persones que parlen kxoe (2000). En aquest estat la llengua s'anomena khwe. Es parla al Districte del Nord.
Els dialectes que es parlen a Botswana són el Buga-Kxoe, l'Anikwoe, l'Ani-Khoe i el Tannekwe.
També hi ha gent a Botswana que té el khwe com a segona llengua.

## A Sud-àfrica
A Sud-àfrica hi ha 1100 kxoe-parlants (2000). Aquests estan a la regió de Smithsdrift. Són refugiats de Caprivia, que hi viuen des del 1991. Els dialectes que es parlen a Sud-àfrica són l'Ani i el Kwoedam.

## A Zàmbia
Hi ha 100 parlants de khwe (com es diu a Zàmbia el kxoe) a Zàmbia (1988). Es parla a l'Oest de Zàmbia, a l'est del riu Zambesi; a l'est de Luzu; i a 250 km a àrees remotes del sud-est del districte de Senaga. A Zàmbia l'ús del khwe està pujant. Alguns dels kxoe parlen Lozi (llengua), que és la llingua franca de la zona.
A Zàmbia es parla el dialecte Xo-Kxoe.